# Proepipona meadewaldoi
Proepipona meadewaldoi är en stekelart som först beskrevs av Joseph Charles Bequaert 1918.  Proepipona meadewaldoi ingår i släktet Proepipona och familjen Eumenidae. Inga underarter finns listade i Catalogue of Life.